# Брендель, Кайо
Карел Йохан Брендель (26 октября 1915, Гаага — 25 июня 2007) — голландский марксист, теоретик «коммунизма рабочих советов» (рэтекоммунизма).

## Биография
Кайо Брендель — выходец из среднего класса. В 1934 году вступает в Международные коммунистические группы (GIC).
В 1930-х работает в различных коммунистических и синдикалистских изданиях.
С оккупацией страны нацистской Германией в 1940 году попадает в плен во время службы в армии.
После Второй мировой работает журналистом в издании «Utrecht».
С 1952 года сотрудничает с Антоном Паннекуком в Коммунистическом союзе Спартака (нидерл. Communistenbond Spartacus).
Кайо резко выступал против мистификации государственного социализма большевиков, придерживаясь последовательной критики государства, выступая за классовую борьбу вместо бюрократического контроля, внедрённого большевиками.
Одним из первых подверг критике «миф о китайской „культурной революции“».

## Работы
- «Кронштадт — пролетарский отпрыск российской революции» (1971)
- «„Группа интернациональных коммунистов“ в Голландии» (1974)
- Die revolutionären Aktionen der russischen Arbeiter und Bauern : die Kommune von Kronstadt. (mit Johannes Agnoli, Ida Mett), Kramer 1974, ISBN 3-87956-009-9